# Bernhard Schomann
Martin Bernhard Schomann (* 11. Oktober 1831 in Jever; † 24. Januar 1904 in Oldenburg (Oldb)) war ein deutscher Jurist und von 1898 bis 1904 Präsident des Oberlandesgerichts Oldenburg.

## Karriere
Schomann war der Sohn des Kaufmanns Martin Bernhard Schomann und dessen erster Ehefrau Sophie Gesine geb. Medler (1800–1837). Er besuchte das Mariengymnasium Jever und studierte von 1852 bis 1855 Rechtswissenschaften an den Universitäten Tübingen und Göttingen. Seit 1852 war er Mitglied der Burschenschaft Germania Tübingen. Nach der Staatsprüfung für den oldenburgischen Justizdienst wurde er ab 1856 als Amtsauditor in Rastede, später Landgerichtssekretär in Ovelgönne und Obergerichtssekretär in Varel eingesetzt.
1861 wurde er zum Amtsrichter in Oberstein, im zum Großherzogtum gehörenden Fürstentum Birkenfeld, ernannt. 1871 kam er an das Obergericht in Oldenburg und wurde 1872 zum Obergerichtsrat befördert.
1874 wurde Schomann als Mitglied des Appellationssenats an das Oberappellationsgericht Oldenburg versetzt. Im April 1879 übernahm er dazu auch den Vorsitz im oldenburgischen Oberkirchenrat. 1883 erhielt er dazu die Amtsbezeichnung Direktor des Oberkirchenrats und ab 1893 die des Präsidenten des Oberkirchenrats.
Inzwischen war mit den Reichsjustizgesetzen von 1877 das oldenburgische Oberappellationsgericht in das Oberlandesgericht Oldenburg umgewandelt worden. Im Oktober 1879 kam Schomann an dieses Oberlandesgericht, das er ab dem  1. April 1898 von seinem Vorgänger Hermann Becker als Präsident übernahm und bis zu seinem Tode führte. Sein Nachfolger im Amt wurde Eugen Bothe.
Weiterhin war Schomann 1878 in die oldenburgische Literarische Gesellschaft aufgenommen worden und betätigte sich von 1866 bis 1876 als Abgeordneter des oldenburgischen Landtags sowie ab 1868 als Mitglied des Provinzialrats des Fürstentums Birkenfeld auch politisch.

## Familie
Schomann war mit der aus Oberstein stammenden Emma Pauline geb. Noell (1835–1914) verheiratet, der Tochter des Ferdinand Noell (1801–1893) und der Maria Magdalena geb. Beermann (* 1806).